# Anagrus yawi
Anagrus yawi is een vliesvleugelig insect uit de familie Mymaridae. De wetenschappelijke naam is voor het eerst geldig gepubliceerd in 1944 door Fullaway.